# Хроника Коимбры
Хроника Коимбры (лат. Chronicon conimbricense) — составленные на латинском и португальском языках заметки по истории Португалии и Испании в XI—XV вв.

## Издания
- Chronicon conimbricense // Espana sagrada, Tomo 23. Madrid. 1767.

## Переводы на русский язык
- Хроника Коибры — фрагменты перевода М. В. Нечитайлова на сайте Восточная литература
- Ч. 1-4 в переводе И. Дьяконова на сайте Восточная литература
- Ч. 5 в переводе с португальского О. Дьяконова на сайте Восточная литература